# Thornham Parva
Thornham Parva is een civil parish in het bestuurlijke gebied Mid Suffolk, in het Engelse graafschap Suffolk met 50 inwoners.